# The Amazing Spider-Man (film uit 1977)
The Amazing Spider-Man is een Amerikaanse televisiefilm uit 1977, gebaseerd op het personage Spider-Man van Marvel Comics. De film is geregisseerd door E.W. Swackhamer. Hoofdrollen worden vertolkt door Nicholas Hammond en Thayer David.
De film diende als proefaflevering voor de gelijknamige televisieserie.

## Verhaal
Peter Parker, een freelancefotograaf voor de Daily Bugle, wordt gebeten door een radioactieve spin. Dit geeft hem meerdere superkrachten waaronder bovenmenselijke spierkracht en reflexen, en de gave om tegen muren op te klimmen.
Wanneer hij ontdekt dat een mysterieuze goeroe 10 New Yorkers zal dwingen zelfmoord te plegen tenzij hij 10 miljoen dollar aan losgeld krijgt, besluit hij in te grijpen. Hij ontwikkelt voor zichzelf een kostuum en een webschieter en wordt de held Spider-Man.

## Rolverdeling
| Acteur           | Personage               |
| ---------------- | ----------------------- |
| Nicholas Hammond | Spider-Man/Peter Parker |
| David White      | J. Jonah Jameson        |
| Michael Pataki   | Captain Barbera         |
| Hilly Hicks      | Joe "Robbie" Robertson  |
| Lisa Eilbacher   | Judy Tyler              |
| Jeff Donnell     | Tante May Parker        |
| Robert Hastings  | Monahan                 |
| Ivor Francis     | Professor Noah Tyler    |
| Thayer David     | Edward Byron            |

## Achtergrond
In onder andere Frankrijk werd de film als bioscoopfilm uitgebracht. De film werd pas in 1980 voor het eerst uitgebracht op video.